# Jean-Baptiste Périquet
Jean-Baptiste Périquet (Oignies-en-Thiérache , 11 juli 1868 - 29 december 1933) was een Belgisch volksvertegenwoordiger en burgemeester.

## Levensloop
Périquet was directeur van een coöperatieve.
Hij werd in 1921 gemeenteraadslid van Philippeville en werd onmiddellijk burgemeester. 
In 1919 werd hij verkozen tot BWP-volksvertegenwoordiger voor het arrondissement Dinant-Philippeville, een mandaat dat hij zou vervullen tot in 1933.